# Marie-Louise Dräger
Marie-Louise Dräger (Lübeck, 11 de abril de 1981) es una deportista alemana que compitió en remo.
Ganó seis medallas en el Campeonato Mundial de Remo entre los años 2003 y 2019, y tres medallas en el Campeonato Europeo de Remo entre los años 2010 y 2016.
Participó en tres Juegos Olímpicos de Verano, entre los años 2008 y 2016, ocupando el cuarto lugar en Pekín 2008, en la prueba de doble scull ligero.

## Palmarés internacional
| Campeonato Mundial | Campeonato Mundial          | Campeonato Mundial | Campeonato Mundial      |
| Año                | Lugar                       | Medalla            | Prueba                  |
| ------------------ | --------------------------- | ------------------ | ----------------------- |
| 2003               | Milán (Italia)              | Medalla de oro     | Doble scull ligero      |
| 2005               | Kaizu (Japón)               | Medalla de oro     | Doble scull ligero      |
| 2007               | Múnich (Alemania)           | Medalla de bronce  | Doble scull ligero      |
| 2010               | Cambridge (Nueva Zelanda)   | Medalla de oro     | Scull individual ligero |
| 2010               | Cambridge (Nueva Zelanda)   | Medalla de oro     | Cuatro scull ligero     |
| 2019               | Ottensheim (Austria)        | Medalla de oro     | Scull individual ligero |
| Campeonato Europeo |                             |                    |                         |
| Año                | Lugar                       | Medalla            | Prueba                  |
| 2010               | Montemor-o-Velho (Portugal) | Medalla de oro     | Scull individual ligero |
| 2015               | Poznań (Polonia)            | Medalla de plata   | Doble scull ligero      |
| 2016               | Brandeburgo (Alemania)      | Medalla de plata   | Doble scull ligero      |